# Louis Finkelstein
Louis Finkelstein (Cincinnati, 14 de junho de 1895 - 29 de novembro de 1991) foium líder religioso estadunidense do Jewish Theological Seminary of America e judaísmo conservador, estudioso do Talmude e especialista do Halakah.

## Biografia
Nasceu com o nome Eliezer Finkelstein em uma família rabínica em Cincinnati em 14 de junho de 1895. Mudou-se ainda criança com os pais para o Brooklyn, em Nova York, onde se formou no City College of New York em 1915. Recebeu seu PhD da Universidade Columbia em 1918 e foi ordenado no Jewish Theological Seminary of America (JTS) no ano seguinte. Entrou no JTS em 1920 como decente em Talmude e passou a servir como professor associado e professor de teologia. Mais tarde tornou-se reitor, presidente, chanceler e chanceler emérito.